# 传声头像
传声头像（Talking Heads）是一支美國新浪潮樂隊，在1975年於紐約市組建，直至1991年解散。樂隊成員包括主唱兼結他手大衛·伯恩（David Byrne）、鼓手基斯·法蘭茲（Chris Frantz）、貝斯手天娜·威茅斯（Tina Weymouth）、結他及鍵盤手謝利·哈利遜（Jerry Harrison）。1977年，樂隊發行第一張專輯《Talking Heads: 77》并得到正面評價。
樂隊以其複雜而多層次的音樂見稱，當中融合了朋克、放克、流行音樂、世界音樂、前衛音樂、藝術搖滾等各種元素，促使後朋克慢慢演變成為自成一格的新浪潮曲風。作為主音的大衛·伯恩亦為樂隊作品填出不少怪誕、嘲諷又或深奧難懂的歌詞，並因其鮮明且創新的現場演出風格使他們受各地樂迷的熱烈支持。
传声头像憑籍其過人的藝術性和前衛的實驗性，在八十年代的唱片界嬴得了商業成功和評論界的一致讚揚，風頭橫跨英美。即使解散後，其作品仍對音樂發展有著深遠的影響力，備受不少音樂權威刊物的推崇和肯定。1998年，樂隊在VH1的“百大歷史上最偉大藝術家”中排名第64位。2002年，樂隊順利地榮登搖滾名人堂。在2003年公佈的滾石雜誌五百大專輯中，樂隊共有四張專輯的名字出現在這份榜單上，並在英國第四台的百大專輯票選活動結果中奪下一席。2011年，樂隊入選滾石雜誌的百大偉大音樂家。

## 歷史

### 早年（1974 - 1977）
七十年代早期，年僅18歲的大衛·伯恩隻身從蘇格蘭來到美國留學，就讀於羅德島設計學院的他認識了基斯·法蘭茲（樂隊鼓手）及他的女朋友天娜·威茅斯（亦即後來樂隊的貝斯手），拜恩與包括法蘭茲在內的數名友人組成了「藝術學」（The Artistics）樂隊，威茅斯亦在團中幫忙。1974年，法蘭茲與威茅斯從學校畢業，伯恩與他們三人為了更專注於創作音樂，遷往紐約市合租了一間公寓，決定另組新團。由於樂隊一直缺少一名貝斯手，法蘭茲開始以分享Suzi Quatro的專輯來鼓勵女朋友威茅斯學習貝斯吉他，成為樂隊的貝斯手。在威茅斯真正加入樂隊之前，伯恩要求她排練了三次。

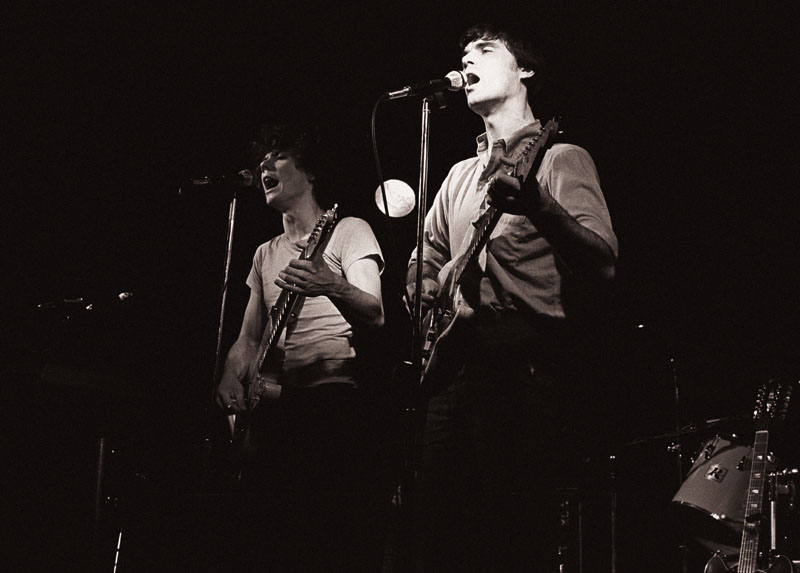
1977年，哈里斯和伯恩在Minneapolis表演吉他

1975年6月5日，樂隊以「传声头像」（Talking Heads）之名在 CBGB 酒吧（公認紐約朋克發源地）進行了首演，為當時還未衝出紐約的駐場樂隊雷蒙斯作暖場。根據威茅斯的回憶，「Talking Heads」之名来源于电视指南（TV Guide）雜誌上的一篇文章，其中介紹了電視工作室會用「Talking Heads」來形容只有一個人露出頭和肩膀説話的鏡頭。
之後，樂隊為哥倫比亞廠牌（CBS）錄製了一系列Demo，但未獲得簽約。然而，樂隊在這一過程中吸引了一批粉絲，並於1976年11月換來與閣下唱片（Sire Records）的簽約，於是，樂隊成員們辭掉工作，全身心地致力於音樂事業。隨後，樂隊在1977年2月發行了首張單曲《Love → Building on Fire》。1977年3月，傑瑞·哈里森（Jerry Harrison）加入樂隊，擔任吉他手、鍵盤手和伴唱，他原先在Jonathan Richman的樂隊摩登情侶（The Modern Lovers）中擔任吉他手。
1977年9月16日，樂隊發行了首張專輯《Talking Heads: 77》，專輯由曾幫雷蒙斯樂隊製作專輯的東尼·邦喬飛（Tony Bongiovi）與蘭斯·昆（Lance Quinn）擔任製作人，專輯的曲風被歸納為藝術朋克（Art Punk）及新浪潮，這張專輯充分表現出樂隊的特色：精而簡的搖滾樂、睿智的歌詞再加上主音略帶生澀的唱腔，收到了當時不少好評，後來專輯被滾石雜誌列入五百大專輯的第290位。
同時，樂隊的單曲《Psycho Killer》也登上告示牌第九十二名。許多人將這首歌與當時幾個月前困擾紐約市的連環殺手"Son of Sam"聯繫在一起；然而，伯恩表示他在幾年前就寫了這首歌。法蘭兹和威茅斯也在1977年步入婚姻。

### 成名與和布萊恩·伊諾的合作（1978 – 1980）
在出道專輯成功之後，樂隊找來了以實驗風格著稱的製作人白賴仁·伊諾合作製作新專輯。伊諾之前曾於羅西音樂（Roxy Music）、大衛·鮑伊（David Bowie）、約翰·凱爾（John Cale）和羅伯特·弗里普（Robert Fripp）等音樂人合作過，在1977年，伊諾就推出過一首單曲《King's Lead Hat》，以相同字母異序詞來致敬隊名「Talking Heads」。伊諾與極具藝術氣息的樂隊一拍即合，他們開始探索多元化的音樂方向。
1978年3月，樂隊開始錄製自己的新專輯，在費拉·庫蒂和百樂門-放克瘋的影響下，結合電子與原音樂，涉獵了由後朋克、新流潮至迷幻放克等元素，精心錄製出一系列充滿藝術性的流行歌曲。這次錄音也奠定了樂隊與巴哈馬拿騷錄音室Compass Point Studios的合作關係。
1978年7月14日，樂隊發行了第二張專輯《More Songs About Buildings and Food》，并把翻唱自阿爾·格連（Al Green）的《Take Me to the River》作為專輯單曲派台，這支單曲登陸單曲榜第29位，成爲了樂隊第一支進入 Billboard 前30名的熱門單曲，成爲了樂隊的意外之喜。
1979年春天，樂隊成員們再次進入錄音室，繼續進行他們的音樂實驗。在沒有製作人督導之下，樂隊錄製了一堆樣本。樂隊希望使其新曲中「偽裝成的」的士高節奏更為突出，卻在混音時遇到瓶頸，效果不甚令人滿意，整個錄音工程被迫擱置，這時，他們不得不找來伊諾幫忙。到了4月，樂隊重新開始新專輯的製作，並在法蘭兹夫婦的公寓進行錄音。伯恩決定把歌曲定位在反烏托邦的主題上，而不是像上一張專輯般反映社會。同時大膽的把非洲黑人音樂的節奏框架套入到後朋克搖滾中。
1979年8月3日，樂隊發行了第三張專輯《Fear of Music》，呈現了後朋克搖滾黑暗風格與迷幻放克（funkadelia）的融合，並潛意識地受到1970年代末不穩定的地緣政治所影響。音樂專欄作家西蒙·雷諾茲（Simon Reynolds）稱《Fear of Music》代表了樂隊和伊諾合作“最公平互惠的時刻”。專輯再一次得到評論界的一致好評，音樂雜誌NME與洛杉磯時報都把《Fear of Music》排在當年最佳專輯名單的首位。
1980年1月，樂隊完成了《Fear of Music》的巡演，重返紐約市，成員們進行了短暫的休整。法蘭茲與威茅斯開始反感伯恩的獨斷專行，決定前往加勒比海度假，同時思考婚姻的將來以及是否繼續留在樂隊。在旅途中，兩人時常參與一些當地宗教儀式，習得數種加勒比海傳統打擊樂器，並在牙買加認識到著名的雷鬼節奏組斯萊與羅比（Sly and Robbie）。最終，法蘭茲夫婦還是放棄了離隊的念頭，兩人結束假期，並前往巴哈馬的 Compass Point Studios 準備開展新專輯的製作，伯恩跟哈利遜亦從美國趕來加入錄製。
團員們開始意識到伯恩總是喜歡一手包辦整首歌曲的錄製而忽視團員的意見。於是在構想專輯的過程中，厭倦了主音帶著整個樂隊走的創作模式的團員經常要求伯恩就像從前在紐約市一樣，「犧牲部分自我」以換取更多團員間的相互合作。很快，心感委屈的伯恩便停止了和樂隊的合作錄製。當伊諾來到巴哈馬的工作室時，這個情況已經持續了三個星期，完整的錄製成品也僅得二首。直至伯恩聽到樂隊的純音樂樣本才改變心意－－他喜歡上了其他團員們的創作方向。雙方妥協後，決定把創作非洲民族音樂的常規方式試驗在新專輯的製作上，當中包括使用交錯拍子建立節奏。而加上製作人伊諾的推薦，樂隊依照著尼日利亞音樂家費拉·庫提（Fela Kuti）於1973年釋出的非洲節奏音樂（Afrobeat）專輯《Afrodisiac》為製作藍圖，把北非、阿拉伯的音樂跟的士高、放克編成一起。另外，在錄音工程開展前，樂隊的長期好友大衛·甘斯（David Gans）則建議成員們在錄製期間多使用即興演奏來掩蓋「錯誤」。
1980年10月8日，樂隊發行了第四張專輯《Remain in Light》，像之前三張專輯一樣，新專輯在評論界好評如潮，甚至還因爲藝術性得到不少滿分和近滿分的評分。《Remain in Light》也在當年很多音樂雜誌評選出的年度最佳榜單中名列前茅，有時僅落後於衝擊樂隊的《London Calling》或布魯斯·史普林斯汀的《The River》。
專輯首發單曲《Once in a Lifetime》在英國單曲榜登上前二十名，但在樂隊的發源地美國只徘徊在單曲榜下游，直至數年後單曲的MV推出才開始流行，《Once in a Lifetime》的MV也被《時代》雜誌評為有史以來最偉大的音樂視頻之一。
在專輯發行之前，樂隊爲了宣傳《Remain in Light》進行了一系列巡演，為了演奏更為複雜的編曲，樂隊找來了深紅之王（King Crimson）樂隊的結他手兼主音艾德靈·比勞（Adrian Belew）、貝尼·沃雷爾（Bernie Worrell）等數人擔任巡演成員。於是，樂隊以近乎十人的陣容參與在同年8月的熱浪音樂節（Heatwave Festival）的首場巡演演出。這些擴充成員也在之後樂隊的音樂會電影別假正經中協助樂隊演出。

### 進入主流與解散（1981 – 1991）
自1977年後的四年裡，樂隊幾乎以一年一張的產量發行專輯，而且每張專輯都因爲樂隊的創意和實驗精神廣受贊揚，至今為止，樂隊第二張專輯以後每張錄音室專輯都在美國本土得到美國唱片業協會的金唱片認證（售去超過五十萬張）。首四張專輯中除了第三張《Fear of Music》外皆進入了滾石雜誌五百大專輯榜單中，《Remain in Light》排在最高位的126位，並幾乎在各大八十年代專輯排名中出現。
經過《Remain in Light》一系列巡演後，樂隊進行了一段錄音休息期，成員們開始追求自己在樂隊之外的個人事業，樂隊自此轉進短暫的沉寂。吉他手謝利·哈利遜開始了個人生涯，推出首張個人專輯《The Red and the Black》；鼓手基斯·法蘭茲夫婦亦自組了受嘻哈音樂影響的新樂隊湯姆湯姆俱樂部（Tom Tom Club）；伯恩和伊諾合作先是發行了融入世界音樂元素的專輯《My Life in the Bush of Ghosts》，隨後大衛·伯恩投身電影界，給電影創作配樂。
1982年3月24日，樂隊在沉寂2年之後發行了一張現場專輯《The Name of This Band Is Talking Heads》。以八人樂隊的形式在美國和歐洲進行了巡迴演出，同時，樂隊並與伊諾分道揚鑣，伊諾開始為U2樂隊製作專輯，後來還因U2樂隊製作約書亞樹而獲得格林美獎。隨後，樂隊在7月繼續開始錄製第五張專輯。
1983年6月1日，樂隊發行了第五張專輯《Speaking in Tongues》，為樂隊帶來了其唯一的美國前十名熱門單曲《Burning Down the House》作爲樂隊的商業突破。樂隊接下來的巡演歷程被導演強納森·德米（Jonathan Demme）拍成了紀錄片《別假正經》（Stop Making Sense），樂隊也爲這部紀錄片製作出了同名的現場專輯。這場宣傳《Speaking in Tongues》的巡演是樂隊的最後一次巡演。
隨後，樂隊推出了三張偏流行化的專輯。1985年6月10日發行的《Little Creatures》（其中包括熱門單曲《And She Was》和《Road to Nowhere》）、1986年9月15日發行的《True Stories》（作爲拜恩導演的拜恩音樂喜劇電影《True Stories》的原聲音樂專輯，同時樂隊成員也在電影中出演），以及1988年3月15日發行的《Naked》。相對於樂隊之前對於藝術朋克方向的努力，《Little Creatures》呈現了更加偏向美國流行搖滾的聲音。同樣地，《True Stories》擁有著類似的音樂風格，並孵化出樂隊最成功的單曲之一《Wild Wild Life》，以及以手風琴元素爲主的曲目《Radio Head》。《Naked》則探討了政治、性和死亡的主題，並像在《Remain in Light》中一樣，受到了非洲音樂的影響而採用了多節奏風格。
在《Naked》發行之後，樂隊進入了“休息期”，而樂隊的存亡逐漸受到大衛·伯恩意願的控制。1987年，樂隊發行了一本由伯恩編寫、哈珀柯林斯（HarperCollins）出版的藝術書《歌曲的模樣：當代藝術家對Talking Heads歌曲的視覺闡釋》（What the Songs Look Like: Contemporary Artists Interpret Talking Heads Songs），其中包含了十年間一些頂尖紐約視覺藝術家的藝術作品。1991年12月，隨著伯恩的退出，樂隊正式宣布解散。法蘭兹表示，他是從《洛杉磯時報》的一篇文章中得知伯恩離開的消息的，並回答到：「就我們而言，樂隊從未真正解散。大衛只是決定離開。」樂隊最後發行的作品是作爲維姆·文德斯電影《直到世界末日》原聲音樂中的作品《Sax and Violins》。伯恩開啓了自己的單飛生涯，於1989年和1991年發行了專輯《Rei Momo》和《The Forest》。同時，法蘭兹夫婦的湯姆湯姆俱樂部（發行《Boom Boom Chi Boom Boom》和《Dark Sneak Love Action》）和哈里森（發行《Casual Gods》和《Walk on Water》）也都專注於發展自己的事業，並於1990年進行共同巡演。

### 解散後（1993 - 至今）
伯恩退出樂隊之後，法蘭兹夫婦和哈里森以「Shrunken Heads」的名義進行了巡演。1996年，他們以「The Heads」的名義發行了一張專輯《No Talking, Just Head》。這張專輯請了衆多知名歌手參與錄製，其中包括：
- The Virgin Prunes（英语：The Virgin Prunes）的Gavin Friday（英语：Gavin Friday）
- Blondie的黛比·哈利
- Concrete Blonde的Johnette Napolitano
- XTC的Andy Partridge
- Violent Femmes的Gordon Gano
- INXS的Michael Hutchence
- Live的Ed Kowalczyk
- Happy Mondays的Shaun Ryder、Richard Hell和Maria McKee。

專輯發行後，The Heads邀請Napolitano作爲主唱進行巡演。這時，伯恩試圖通過法律手段來阻止樂隊使用「The Heads」的名稱，他將三人的行動評價為「用Talking Heads的名字牟利」的行為。1999年，樂隊爲了宣傳《別假正經》的15週年重新發行版而短暫重聚，但沒有進行演出。

隨後，樂隊的前成員繼續著自己的個人事業。哈里森製作了多張唱片，其中包括Violent Femmes的《The Blind Leading the Naked》、Fine Young Cannibals的《The Raw and the Cooked》、General Public的《Rub It Better》、Crash Test Dummies的《God Shuffled His Feet》、Live的《Mental Jewelry》、《Throwing Copper》和《The Distance to Here》，以及No Doubt的《New》（收錄於《Return of Saturn》）。法蘭兹和韋茅斯也和包括Happy Mondays和Ziggy Marley在内的多名藝術家進行合作，兩夫婦的湯姆湯姆俱樂部則繼續不定期地進行錄製和巡迴演出。

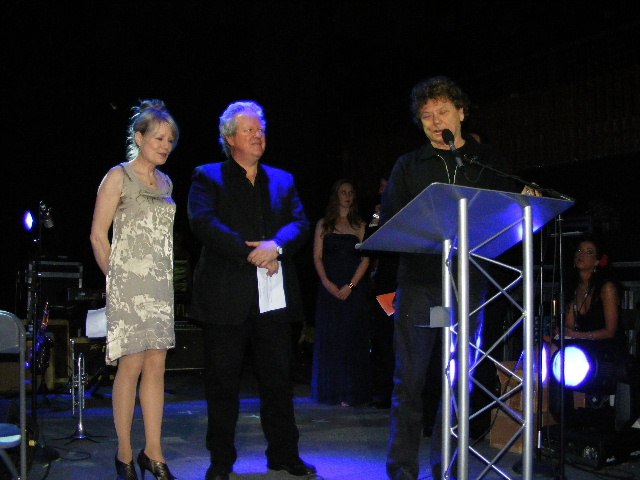
2010年，韋茅斯、法蘭兹和哈里森在SXSW

2002年3月18日，元樂隊被搖滾名人堂收錄，前成員在頒獎典禮上重新聚首，和之前的巡演成員伯尼·沃雷爾（Bernie Worrell）和史蒂夫·斯凱爾斯（Steve Scales）共同演奏了《Life During Wartime》、《Psycho Killer》和《Burning Down the House》。。伯恩表示，由於樂隊内部存在“不和”并且成員在音樂上“有很大的分歧”，自己不太可能和其他前成員有進一步的合作。韋茅斯也對伯恩提出批評，描述伯恩是一個“一個無法回報友誼的人”，並表示伯恩並不“愛”她、法蘭茲和哈里森。
2020年，法蘭茲出版了一本回憶錄《Remain in Love》，講述他和妻子韋茅斯的愛情，其中也提到了樂隊發展時期的衝突。
2023年9月，爲了慶祝《別假正經》發行40周年，電影以IMAX格式對音效和畫面都經過重新製作後再發行。9月11日，樂隊成員在多倫多國際電影節上出席並進行現場問答，隨後在劇院進行了限量放映。在之後的訪談中對於洛杉磯時報對樂隊重聚巡演的提問，哈里森避開了直接回答：「現在，我們專注於電影的再發行，以及重溫這部電影爲我們帶來的樂趣。我們活在當下，這也是我們思考的全部。」

## 作品列表
| - 《Talking Heads: 77》（1977年9月16日） - 《More Songs About Buildings and Food》（1978年7月14日） - 《Fear of Music》（1979年8月3日） - 《Remain in Light》（1980年10月8日） - 《Speaking in Tongues》（1983年5月31日） - 《Little Creatures》（1985年6月10日） - 《True Stories》（1986年10月7日） - 《Naked》（1988年3月15日） - 《The Name of This Band Is Talking Heads》（1982年3月24日） - 《Stop Making Sense》（1984年9月12日） | - 《Once in a Lifetime: The Best of Talking Heads》（1992年10月12日） - 《Sand in the Vaseline: Popular Favorites》（1992年10月13日） - 《Once in a Lifetime》（2003年11月18日） - 《The Best of Talking Heads》（2004年8月17日） - 《Talking Heads (Brick)》（2005年10月4日） - 《Bonus Rarities and Outtakes》（2006年2月8日） - 《The Collection》（2007年1月15日） - 《Same as It Ever Was》（2009年） - 《12 × 12 Original Remixes》（1999年8月2日） - 《Storytelling Giant》（1988年） |

## 外部連結
- 官方网站
- 中的“传声头像”
- Entry at 45cat.com （页面存档备份，存于）
- 传声头像在Allmusic上的頁面
- 传声头像的Discogs页面（英文）
- 传声头像在互联网电影资料库（IMDb）上的資料（英文）
- 传声头像在MusicBrainz上的頁面 （英文）
- Clark Collis. . EW.com. October 13, 2009  [2012-10-27]. （原始内容存档于2015-01-10）.